# Сальтес и Уэльва (тайфа)
Тайфа Сальтес и Уэльва (исп. Taifa de Huelva i Saltés) — средневековое исламское государство на юге современной Испании и юго-востоке Португалии, существовавшее в 1012-1051 годах. Около 1051 года тайфа Сальтес и Уэльва была поглощена более сильной тайфой Севильей.

## Правители тайфы Сальтес и Уэльва
- Бакриды
  - Абд аль-Азиз изз ад-Давла (1012/1013-1051/1052)